# Robert de Ho
Ne doit pas être confondu avec Trebor.
Robert de Ho, était un poète et littérateur anglo-normand né vers 1140 et mort vers 1210.
Robert de Ho est originaire de la péninsule de Hoo dans le Kent sur la rive gauche du Medway. Il est l’auteur, sous l’anagramme de Trebor, des Enseignements de Robert de Ho : dits Enseignements Trebor publiés pour la première fois à Paris, chez Picard et fils, 1901 par Mary Vance Young d'après les manuscrits de Paris et de Cheltenham. Dans le manuscrit de Cheltenham, qui contient une fin qui manque à celui de Paris, un acrostiche révèle à celui qui Trebor conoistre voldra : Robert de Ho. Cet ouvrage, qui révèle un laïc (il est adressé à son fils), est un ouvrage de morale pratique qu’il dit avoir puisé dans Caton, Salomon, Stace, Horace, Homère, Virgile et Ovide. Robert de Ho y énumère également les talents qui, selon lui, constituent la curteisie : bien combattre, bien monter à cheval, s’entendre à la vénerie de chiens et d’oiseaux, parler avec mesure, être estable et versifier avec art. Il démontre ce dernier talent en variant la longueur et la longueur de ses vers, insérant dans son texte en couplets octosyllabiques des morceaux en dodécasyllabes, de six ou aussi de quinze syllabes. 